# Lycodon
Lycodon är ett släkte av ormar. Lycodon ingår i familjen snokar.
Arterna är med en längd mellan 75 och 150 cm små till medelstora ormar. De förekommer i Asien. Habitatet varierar beroende på art. Flera arter vistas på marken och andra klättrar främst i träd. Några släktmedlemmar besöker gårdar eller byar. Födan utgörs oftast av ödlor och andra ormar, samt ibland av andra djur. Hos arterna som är mer kända lägger honor ägg.

## Dottertaxa tillLycodon, i alfabetisk ordning[1]
- Lycodon alcalai
- Lycodon aulicus
- Lycodon bibonius
- Lycodon butleri
- Lycodon capucinus
- Lycodon cardamomensis
- Lycodon chrysoprateros
- Lycodon dumerili
- Lycodon effraenis
- Lycodon fasciatus
- Lycodon fausti
- Lycodon ferroni
- Lycodon flavicollis
- Lycodon flavomaculatus
- Lycodon jara
- Lycodon kundui
- Lycodon laoensis
- Lycodon mackinnoni
- Lycodon muelleri
- Lycodon osmanhilli
- Lycodon paucifasciatus
- Lycodon ruhstrati
- Lycodon solivagus
- Lycodon stormi
- Lycodon striatus
- Lycodon subcinctus
- Lycodon tessellatus
- Lycodon tiwarii
- Lycodon travancoricus
- Lycodon zawi